# Draycott in the Moors
Draycott in the Moors is een civil parish in het Engelse graafschap Staffordshire met 1029 inwoners.